# Mademoiselle Montansier
Marguerite Brunet (nota come Mademoiselle Montansier; Bayonne, 19 dicembre 1730 – Parigi, 13 luglio 1820) è stata un'attrice teatrale e impresaria teatrale francese.

## Biografia
Nata come Marguerite Brunet, era figlia di un fabbro, ma millantava che suo padre fosse un avvocato. Fuggita a quattordici anni dalla casa delle Orsoline di Bordeaux si unì ad una compagnia di attori e partì per l'America, nel 1750, per amore di un giovane attore prima di diventare l'amante di Burson, intendente della Martinica. Si trasferì poi a  Santo Domingo come commerciante di moda ma venne espulsa e tornò a Parigi dove venne ospitata dalla signora Hyacinthe Montansier, una venditrice di moda, da cui prese il nome. Aprì una sala da gioco in rue Saint-Honoré, frequentata dalla gioventù dorata, che gli permise di entrare nel giro dell'alta società parigina. 
Grazie al legame instaurato con il marchese di Saint-Contest ottenne la direzione di un piccolo teatro in rue Satory a Versailles attirando l'attenzione della regina Maria Antoinetta servendo una zuppa di cavolo sulla scena nella rappresentazione di Les Moissonneurs e nel 1775 ottenne il privilegio dell'organizzazione dei balli e degli spettacoli a Versailles, seguito, nel 1779, a quello per i teatri di Fontainebleau, Saint-Cloud, Marly, Compiègne, Rouen, Caen, Orléans, Nantes e Le Havre. Forte di questo appoggio, fece costruire a Versailles il suo primo teatro – detto de la rue des Réservoirs e poi ridenominato Théâtre Montansier – che inaugurò il 18 novembre 1777 alla presenza di re Luigi XVI e della regina. 
Approfittò della rivoluzione per trasferirsi a Parigi, nel 1790, assieme al suo amante, l'attore Honoré Bourdon detto de Neuville, e prese possesso del Théâtre des Beaujolais, sotto le arcate del Palais-Royal. Dopo grandi lavori di ristrutturazione, inaugurò il teatro il 12 aprile 1790 con Les Époux mécontents, opera in quattro atti di Dubuisson e Storace. Successivamente ribattezzò la sala Théâtre Montansier, Théâtre du Péristyle du Jardin-Égalité, Théâtre de la Montagne, Variétés-Montansier e infine semplicemente Variétés, dirigendolo fino al 1806. Sempre detentrice dei privilegi della Corte reale si installò al Teatro delle Tuileries facendo rappresentare con successo diverse opere di autori italiani tradotte in francese, attirandosi la gelosia del direttore dell'Académie Royale de Musique esiliato al Théâtre de la Porte Saint-Martin.
Seguendo le armate di Dumouriez nei Paesi Bassi austriaci con 85 artisti e impiegati del suo teatro, assistette alla battaglia di Jemappes per prendere poi la direzione del Théâtre de la Monnaie di Bruxelles nel gennaio 1793, ribattezzandolo Comédiens de la République française. Ritornò a Parigi in marzo, dopo il ritiro delle truppe austriache e il ripristino del governo austriaco, e fece edificare il Théâtre-National, in rue de la Loi (oggi piazza Louvois) che inaugurò il 15 agosto. Imprigionata il 25 Brumaire (15 novembre) dal regime del Terrore con il pretesto di aver ricevuto dei fondi dagli inglesi e dalla regina e di aver incendiato la vicina Bibliothèque nationale, la sua compagnia di cantanti ed attori fondò il Théâtre-Français del Faubourg Saint-Germain e la sala passò sotto il controllo dell'Opéra (sarà distrutta nel 1820 come rappresaglia per l'assassinio del duca di Berry).
Dichiarata innocente, fu liberata, dopo dieci mesi, ed ottenne grandi compensi finanziari. Sposò de Neuville il 5 settembre 1799 (a quasi 70 anni!) e nel 1801 fondò il Théâtre Olympique in rue de la Victoire (IX arrondissement di Parigi), con una nuova compagnia di cantanti italiani chiamata Opera-Buffa e subito rinominata Italiens. Napoleone Bonaparte, allora primo console, decise il suo trasferimento alla Salle Favart nel 1802, giudicando quest'ultima più prestigiosa. Nel 1804 la compagnia venne fusa con quella del Théâtre Louvois diretta da Louis-Benoît Picard per divenire Théâtre de l'Impératrice. L'anno precedente era moto de Neuville, qualche settimana dopo il matrimonio con Marguerite.
Obbligata per decreto a lasciare il Palais-Royal nel 1806 (la vicina Comédiens-Français riteneva che le facesse concorrenza) ma sempre infaticabile, ottenne da Napoleone l'autorizzazione ad edificare un nuovo teatro al boulevard Montmartre, nonostante un decreto limitasse il numero delle sale parigine a 8.
Terminata la costruzione vi trasferì il Théâtre des Variétés e il 24 giugno 1807 l'alta società di Parigi assistette alla rappresentazione di Panorama de Momus, vaudeville di Marc-Antoine Désaugiers. Il successo andò al di là di ogni più ottimistica previsione e lei delegò la direzione del teatro a Mira Brunet e morì il 13 luglio 1820 all'età di 90 anni. Tra i commediografi e attori di vaudeville più importanti che lavorarono al Théâtre des Variétés si può menzionare Bosquier-Gavaudan.
In suo omaggio, nel 1904, venne composta una commedia in quattro atti e un prologo, da parte di de Flers e Caillavet, dal titolo La Montansier, rappresentata al Théâtre de la Gaîté da Réjane.